# Asparuh Nikodimov
Asparuh Nikodimov Donev (in bulgaro Аспарух Никодимов Донев?; Sofia, 21 agosto 1945) è un allenatore di calcio ed ex calciatore bulgaro, di ruolo centrocampista.

## Palmarès

### Giocatore

#### Club

##### Competizioni nazionali
- Campionato bulgaro: 6

CSKA Sofia: 1965-1966, 1968-1969, 1970-1971, 1971-1972, 19972-1973, 1974-1975
- Coppa di Bulgaria: 5

CSKA Sofia: 1964-1965, 1968-1969, 1971-1972, 1972-1973, 1973-1974

#### Nazionale
- Argento olimpico: 1

Città del Messico 1968

### Allenatore
- Campionato bulgaro: 4

CSKA Sofia: 1979-1980, 1980-1981, 1981-1982, 1991-1992
- Coppa di Cipro: 1

Omonia: 1999-2000